# John Maule (militär)
James Axel John Maule, född den 21 april 1901 i Malmö, död den 2 juni 1952 i Umeå, var en svensk militär. Han tillhörde ätten Maule.
Maule avlade studentexamen 1919 och officersexamen 1924. Han blev fänrik vid Kronprinsens husarregemente sistnämnda år och löjtnant vid Skånska kavalleriregementet 1929. Efter att ha genomgått Krigshögskolan 1935–1937 blev Maule kapten vid Generalstabskåren 1939, major där 1943 och överstelöjtnant där 1946. Han var adjutant hos kronprinsen 1941–1950 och stabschef vid I. militärområdet i Kristianstad 1945–1949. Maule blev överstelöjtnant vid Södra skånska infanteriregementet 1949 samt överste och chef för Norrlands dragonregemente 1951. Han blev riddare av Svärdsorden 1943 och av Vasaorden 1947. Maule var även riddare av Dannebrogorden. Han är begraven i en familjegrav på Gamla kyrkogården i Uppsala.